# Matija Grebenić
Matija Grebenić (Zagreb, 27. siječnja 1992.) je hrvatski plivač.
Član je hrvatske plivačke reprezentacije. Počeo trenirati sa sedam godina kao član plivačkog kluba Natator. Trenutno je 5. na svjetskoj rang-ljestvici (11/2010) u disciplini 200 metara slobodno te u još tri discipline među prvih 15. Državni prvak u 4 discipline. Finalist Europskog plivačkog prvenstva 2009. godine u Reykjavik, Svjetskog plivačkog prvenstva u Rio de Janeiru te finalist Svjetskog prvenstva u Eindhovenu 2010. godine.
Državni rekorder na 50m, 100m, 200m, 400m slobodno, 50m, 100m dupin, 50m, 100m, 200m leđno, 100m i 200m mješovito.
Kreće se uz pomoć invalidskih kolica i ortoproteza. Dijagnoze su tibia aplasia, malformacije ekstremiteta te astma. Operiran osam puta, četiri puta u Njemačkoj, četiri u Hrvatskoj.